# Governo Lubbers II
Il Governo Lubbers II è il governo del Regno dei Paesi Bassi in carica del 14 luglio 1986 al 7 novembre 1989. Era una coalizione tra l'Appello Cristiano Democratico e il Partito Popolare per la Libertà e la Democrazia. Il governo Lubbers II era una continuazione del precedente governo Lubbers I.

## Coalizione e storia
Guidato dal primo ministro uscente cristiano democratico Ruud Lubbers questo governo è formato e sostenuto da una coalizione tra l'Appello Cristiano Democratico (CDA) e il Partito Popolare per la Libertà e la Democrazia (VVD). Insieme hanno 81 rappresentanti su 150, ovvero il 53,6% dei seggi alla Tweede Kamer.
Si è formato dopo le prime elezioni parlamentari del 21 maggio 1986 e succede al governo Lubbers I, formato e sostenuto da una coalizione identica. Durante queste elezioni, il CDA ha aumentato significativamente il divario con il VVD, moltiplicandosi per tre, ma ha deciso di continuare la loro collaborazione.
Il 3 maggio 1989, una disputa tra i due partner di maggioranza sul prezzo della benzina portò alla caduta dell'esecutivo. Nelle prime elezioni parlamentari del 6 settembre, i democratici cristiani hanno confermato il loro status di prima forza politica del paese, ma la ritirata dei liberali ha lasciato la coalizione fuori con solo 76 deputati. Il CDA preferì quindi rivolgersi al Partito del Lavoro (PvdA), che garantì un seggio parlamentare molto più stabile, entrambi i quali costituirono il governo Lubbers III.

## Composizione
Il gabinetto era composto da 17 ministri e 13 segretari di Stato.

### Ministri
| Carica o ministero                                         | Titolare                                 | Partito |
| ---------------------------------------------------------- | ---------------------------------------- | ------- |
| Affari generali Ministro presidente                        | Ruud Lubbers                             | CDA     |
| Economia Viceministro presidente                           | Rudolf de Korte                          | VVD     |
| Affari esteri                                              | Hans van den Broek                       | CDA     |
| Giustizia                                                  | Frits Korthals Altes                     | VVD     |
| Interno                                                    | Kees van Dijk                            | CDA     |
| Istruzione e scienza                                       | Wim Deetman fino al 15 settembre 1989    | CDA     |
| Istruzione e scienza                                       | Gerrit Braks dal 15 settembre 1989       | CDA     |
| Finanze                                                    | Onno Ruding                              | CDA     |
| Difesa                                                     | Wim van Eekelen fino al 6 settembre 1988 | VVD     |
| Difesa                                                     | Piet Bukman dal 6 al 23 settembre 1988   | CDA     |
| Difesa                                                     | Frits Bolkestein dal 24 settembre 1988   | VVD     |
| Alloggio, pianificazione regionale e protezione ambientale | Ed Nijpels                               | VVD     |
| Infrastrutture e gestione delle risorse idriche            | Neelie Kroes                             | VVD     |
| Agricoltura e pesca                                        | Gerrit Braks                             | CDA     |
| Affari sociali, lavoro e affari delle Antille olandesi     | Jan de Koning                            | CDA     |
| Benessere, salute e cultura                                | Elco Brinkman                            | CDA     |
| Cooperazione allo sviluppo                                 | Piet Bukman                              | CDA     |

Dal 3 febbraio al 6 maggio 1987 Kees van Dijk è stato espulso dalle sue funzioni di ministro degli interni a causa di una malattia. All'epoca Jan de Koning era ministro dell'interno e ministro degli affari delle Antille olandesi e di Aruba e Louw de Graaf ministro degli affari sociali e del lavoro.

### Segretari di Stato
| Carica o ministero                                         | Titolare                                               | Partito |
| ---------------------------------------------------------- | ------------------------------------------------------ | ------- |
| Affari esteri                                              | René van der Linden fino al 9 settembre 1988           | CDA     |
| Affari esteri                                              | Berend-Jan van Voorst tot Voorst dal 27 settembre 1988 | CDA     |
| Giustizia                                                  | Virginie Korte-van Hemel                               | CDA     |
| Interno                                                    | Dieuwke de Graaff-Nauta                                | CDA     |
| Istruzione e scienza                                       | Nell Ginjaar-Maas                                      | VVD     |
| Finanze                                                    | Henk Koning                                            | VVD     |
| Difesa                                                     | Jan van Houwelingen                                    | CDA     |
| Alloggio, pianificazione regionale e protezione ambientale | Gerrit Brokx fino al 23 ottobre 1986                   | CDA     |
| Alloggio, pianificazione regionale e protezione ambientale | Enneüs Heerma dal 27 27 ottobre 1986                   | CDA     |
| Economia                                                   | Albert-Jan Evenhuis fino al 29 giugno 1989             | VVD     |
| Economia                                                   | Enneüs Heerma fino al 27 ottobre 1986                  | CDA     |
| Economia                                                   | Yvonne van Rooy dal 30 ottobre 1986                    | CDA     |
| Affari sociali e lavoro                                    | Louw de Graaf fino al 1º ottobre 1989                  | CDA     |
| Benessere, salute e cultura                                | Dick Dees                                              | VVD     |